# Guido Carlesi
Guido Carlesi (Collesalvetti, 7 novembre 1936 – Pisa, 2 ottobre 2024) è stato un ciclista su strada italiano.
Professionista dal 1956 al 1966, fece registrare sette vittorie di tappa al Giro d'Italia, due al Tour de France ed una alla Vuelta a España.

## Biografia
Corridore solido, passista veloce molto forte nelle volate di gruppo (si ricorda su tutti l'arrivo di Milano al Giro del 1962) e capace di difendersi in salita, Carlesi passò professionista nel 1956 e per dieci anni pedalò ai massimi livelli del ciclismo mondiale. Benché non avesse raccolto grandi successi fra i dilettanti, s'impose come ottimo ciclista una volta passato fra i professionisti.
Carlesi, soprannominato Il Coppino per la somiglianza a Fausto Coppi, si segnalò subito nell'annata di esordio fra i professionisti, vincendo una prova del Trofeo dell'U.V.I., il Giro delle Alpi Apuane, e chiudendo al secondo posto il Giro dei Paesi Bassi alle spalle di Rik Van Looy (miglior piazzamento di sempre di un italiano in questa corsa a tappe). Di qui in avanti scalò i vertici del ciclismo e raggiunse il suo apice nel 1961, quando fu quinto al Giro e secondo al Tour de France, dietro ad Anquetil ma davanti a Gaul.

## Palmarès
- 1955 (dilettanti)

Coppa Cremonini
- 1956 (Nivea-Fuchs, due vittorie)

Coppa SAIS
Giro delle Alpi Apuane
- 1957 (Bottecchia, due vittorie)

1ª tappa Tour de Romandie (Losanna > Porrentruy)
Gran Premio di Pontremoli
- 1958 (Leo, due vittorie)

13ª tappa Giro d'Italia (San Benedetto del Tronto > Cattolica)
13ª tappa, 1ª semitappa Vuelta a España (Bilbao > Castro Urdiales)
- 1959 (Ghigi-Ganna, una vittoria)

Coppa Collecchio
- 1960 (Philco, due vittorie)

Giro della Provincia di Reggio Calabria
4ª tappa Quatre Jours de Dunkerque (Dunkerque > Dunkerque)
- 1961 (Philco, sei vittorie)

3ª tappa Menton-Genova-Roma (Reggio Emilia > Bologna)
4ª tappa, 1ª semitappa Menton-Genova-Roma (Bologna > Poggibonsi)
2ª tappa, 1ª semitappa Gran Premio Ciclomotoristico (L'Aquila > Teramo)
11ª tappa Tour de France (Torino > Juan-les-Pins)
15ª tappa Tour de France (Perpignan > Tolosa)
Grand Prix de Bort-Les-Orgnes
- 1962 (Philco, sette vittorie)

1ª tappa Giro di Sardegna (Roma > Civitavecchia)
Sassari-Cagliari
4ª tappa Parigi-Nizza (Montceau-les-Mines > Saint-Étienne)
Giro di Toscana (valida come 2ª prova del Campionato italiano)
13ª tappa Giro d'Italia (Lignano Sabbiadoro > Belluno)
21ª tappa Giro d'Italia (Saint-Vincent > Milano)
Gran Premio di Seregno (valida come 10ª prova del Trofeo Cougnet)
- 1963 (Molteni, tre vittorie)

Gran Premio Cemab (valida come 3ª prova del Trofeo Cougnet)
4ª tappa Giro d'Italia (Campobasso > Pescara)
20ª tappa Giro d'Italia (Moena > Lumezzane)
- 1965 (Filotex, quattro vittorie)

3ª tappa Tour de Suisse (Wohlen > Siebnen)
7ª tappa Tour de Suisse (Château-d'Oex > Berna)
2ª tappa Giro d'Italia (Perugia > L'Aquila)
11ª tappa Giro d'Italia (Palermo > Agrigento)

### Altri successi
- 1958 (Leo)

Circuito di Cotignola
- 1960 (Philco)

Circuito di Modena
Trofeo Longines (con Alfredo Sabbadin, Ralf Graf, Emile Daems, Silvano Ciampi)
- 1961 (Philco)

Circuito di St Raphael
Criterium di Baasrode
Criterium di Mentone
- 1962 (Philco)

Circuito di Rimeggio
Circuito di Jeumont
Criterium di Charleroi
Circuito di Maggiora
Criterium di Firenze
- 1963 (Molteni)

Criterium di Ginevra
- 1964 (Gazzoli)

Circuito di Imola
Circuito di San Sisto al Pino

## Piazzamenti

### Grandi Giri
- Giro d'Italia

1957: 23º
1958: 31º
1959: 8º
1960: 6º
1961: 5º
1962: 9º
1963: 8º
1964: 11º
1965: 36º
- Tour de France

1961: 2º
1962: 19º
1963: ritirato (14ª tappa)
1966: ritirato (16ª tappa)
- Vuelta a España

1958: ritirato (14ª tappa)

### Classiche monumento
- Milano-Sanremo

1957: 17º
1958: 10º
1959: 27º
1961: 37º
1962: 7º
1963: ritirato
1964: 92º
1966: 104º
- Parigi-Roubaix

1962: 10º
- Giro di Lombardia

1958: 27º
1959: 21º
1962: 25º

### Competizioni mondiali
- Campionati del Mondo

Karl-Marx-Stadt 1960 - In linea: ritirato
Berna 1961 - In linea: ritirato
Salò 1962 - In linea: 32º